# Movember

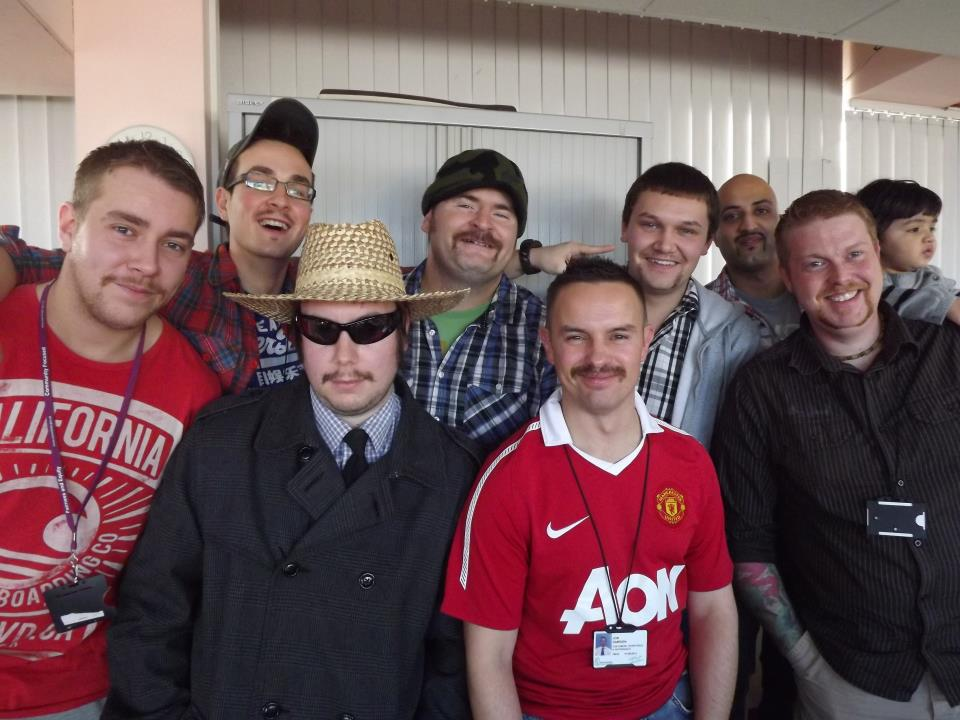
Muži podporující Movember

Movember je charitativní a každoročně se konající akce, jejímž cílem je získání finančních prostředků a zároveň zvyšování povědomí o zdraví mužů.
Zvláštní pozornost je věnována podpoře zdravého životního stylu mužů a osvětě v oblasti mužských onemocnění, jakými jsou rakovina varlat a rakovina prostaty. Dalším cílem akce je upozornit na problematiku duševního zdraví a sebevražd. 
Název charity vznikl jako hybridní složenina dvou anglických slov: knír (moustache) – vyjadřující typicky mužský znak – a listopad (November).
Každoroční celosvětová akce je viditelná už na začátku listopadu, kdy se muži oholí a do konce měsíce si nechají růst knírek. Záštitu poskytuje nadace Movember, jejímž cílem je zvýšení povědomí o mužských nemocech. Důraz je kladen na včasnou detekci rakoviny varlat zejména u mladých mužů jejich pravidelným samovyšetřením. Podobně je starším mužům doporučována pravidelná kontrola prostaty.
Celoměsíční vybírání finančního příspěvku mezi přáteli, firmami a sponzory vrcholí zasláním příspěvku na konto organizace. Organizace nabízí přispění na konkrétní osobu, skupinu lidí nebo jako obecný dar, který bude použit na výzkum a boj proti rakovině a také na osvětu problematiky.